# Стенбок звичайний
Стенбок  (Raphicerus campestris) — звичайна мала антилопа південної та східної Африки. Іноді її називають Стейнбук або Стейнбок.

## Опис

Філогенетичні зв'язки Стенбока (спрощено)

Стенбоки нагадують маленьких орібі, висотою 45–60 см на плечі, і в середньому ~ 12 кг. Шерсть у них будь-якого відтінку від палевого до рудого, як правило, помаранчевого кольору. Нижня сторона, включаючи підборіддя та горло, біла, як і кільце навколо ока. Вуха великі зі слідами від пальців на внутрішній стороні. У самців прямі гладкі паралельні роги 7–19 см завдовжки (див. зображення зліва). Між вухами є чорний півмісяць, довга чорна перемичка до блискучого чорного носа та чорна округла запашна залоза перед оком. Хвіст зазвичай не видно, їх всього 4–6 см завдовжки.

## Розповсюдження
Розповсюдження Стенбоків є два різних кластери. У Східній Африці зустрічається в центральній і південній Кенії та на півночі Танзанії. Раніше він був широко поширений в Уганді, але зараз майже напевно вимер. У Південній Африці зустрічається в Анголі, Намібії, Південній Африці, Есватіні, Ботсвані, Мозамбіку, Замбії, Зімбабве і, ймовірно, в Лесото.

## Середовище проживання
Стінбоки живуть у різноманітних середовищах існування: від напівпустелі, як-от край пустелі Калахарі та національного парку Етоша, до відкритих лісів і чагарників, у тому числі відкритих рівнин, кам’янистих саван і мозаїк лугів акації. Кажуть, що вони віддають перевагу нестабільним або перехідним середовищам проживання. Принаймні в центральній частині Національного парку Крюгера, Південна Африка, Стенбок демонструє явну перевагу савані Acacia tortilis протягом року, не маючи тенденції мігрувати у більш вологі райони протягом сухого сезону (на відміну від багатьох більших копитних африканської савани, включаючи види симпатричних зі Стінбоком у дощовий сезон).
Щільність популяції зазвичай становить 0,3–1,0 особини на квадратний кілометр, досягаючи 4 особин на км2 в оптимальних місцях проживання.

## Харчування
Стенбоки зазвичай шукають рослинність низького рівня (вони не можуть досягати вище 0,9 м. Також їдять фрукти і дуже рідко пасуться в траві. Вони майже повністю не залежать від питної води, отримуючи необхідну вологу з їжі.

## Поведінка
Стенбоки активні вдень і вночі; однак у спекотні періоди вони відпочивають у тіні під час денної спеки. Час годування вночі збільшується в сухий сезон. Відпочиваючи, вони можуть бути зайняті доглядом або короткочасним сном.

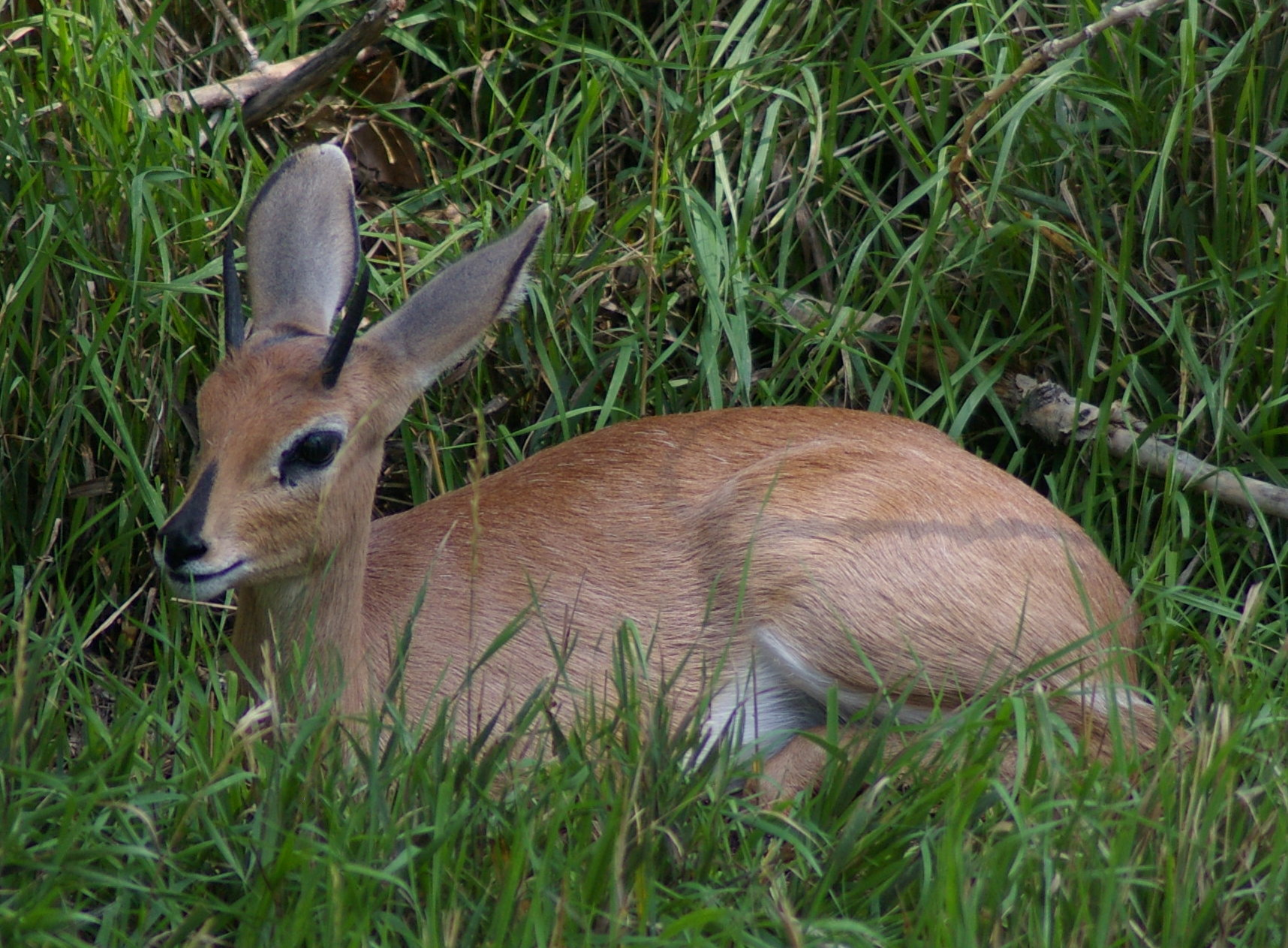
Стенбок зазвичай ховається в рослинному покриві при перших ознаках загрози

При перших ознаках загрози стенбок зазвичай лежить низько серед рослинності. Якщо хижак або передбачувана загроза підійде ближче, стенбок відскочить і прямуватиме зигзагом, намагаючись відкинути переслідувача. Стенбоки, що втікають, часто зупиняються, щоб озирнутися, а політ чергується з прострацією під час тривалого переслідування. Відомо, що вони знаходять притулок у норах трубкозубів. До відомих хижаків належать південноафриканська дика кішка, каракал, шакали, леопард, бойовий орел і пітони.

## Таксономія
Визнано два підвиди: R. c. campestris у Південній Африці та R. c. neumanni Східної Африки; хоча MSW3 також розпізнає capricornis і kelleni. У Південній Африці описано до 24 підвидів, які відрізняються за такими ознаками, як колір шерсті.

## Галерея

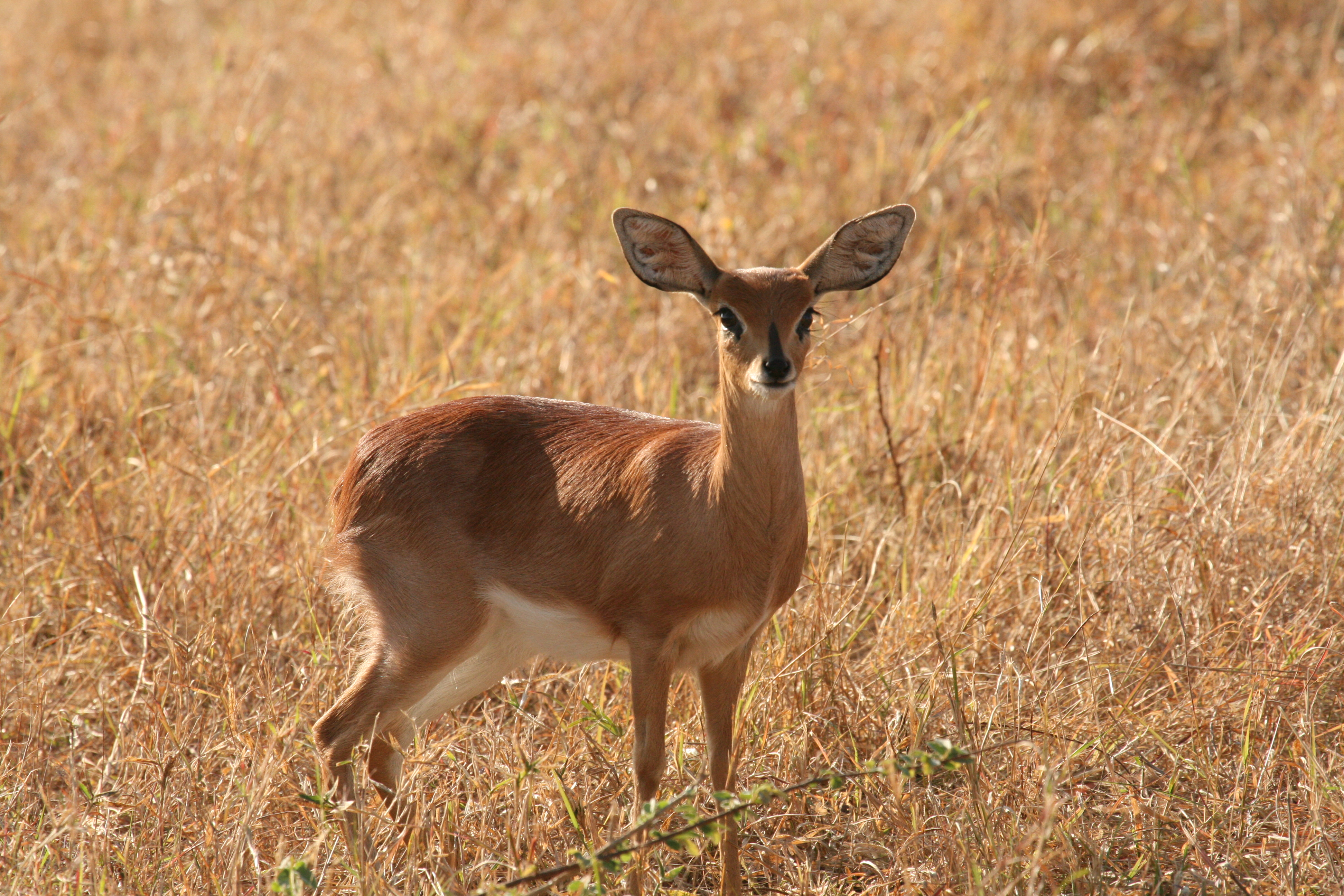
Самиця в Південній Африці
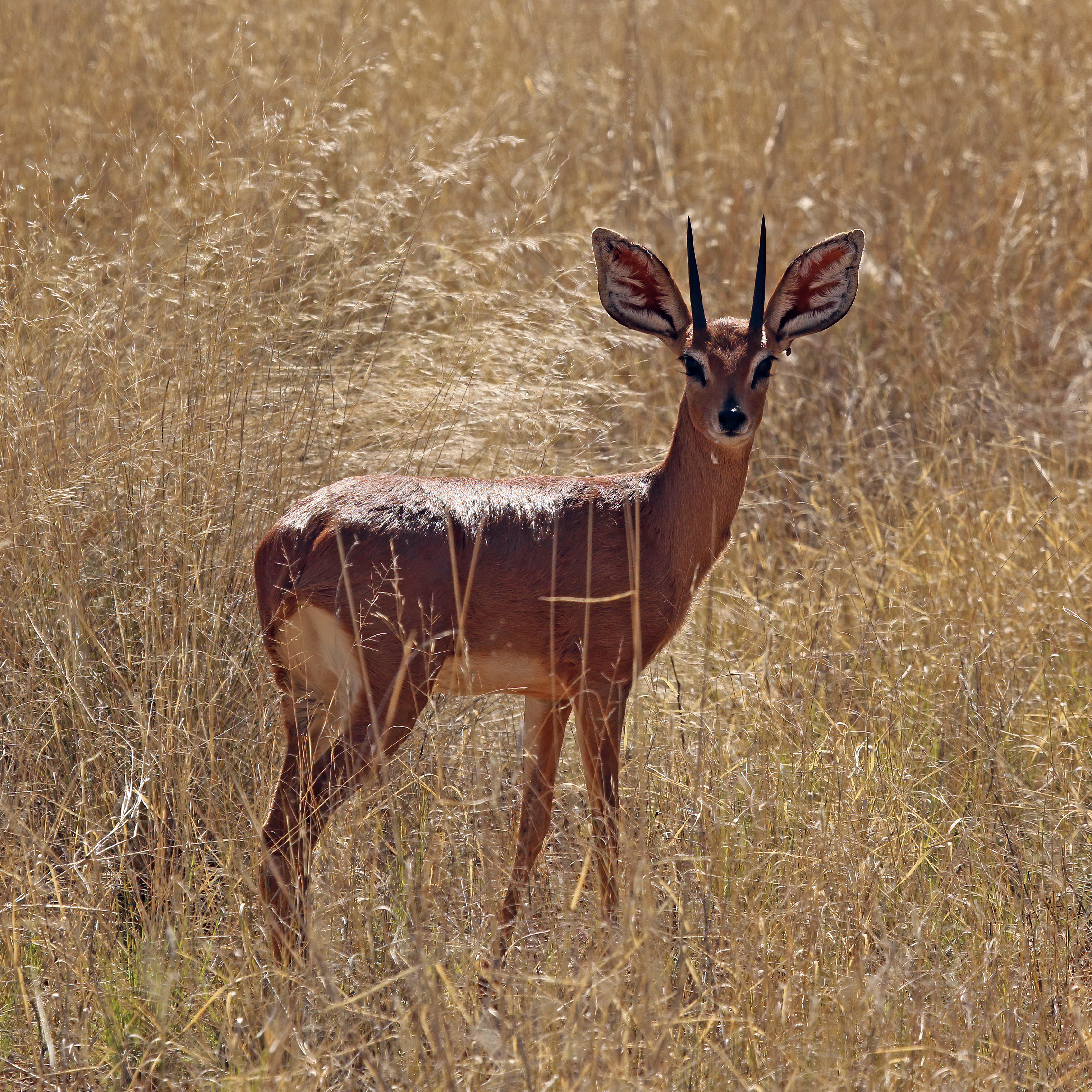
Підлітковий самець, з білим хутрм у вухах, Цвалу Калахарі.
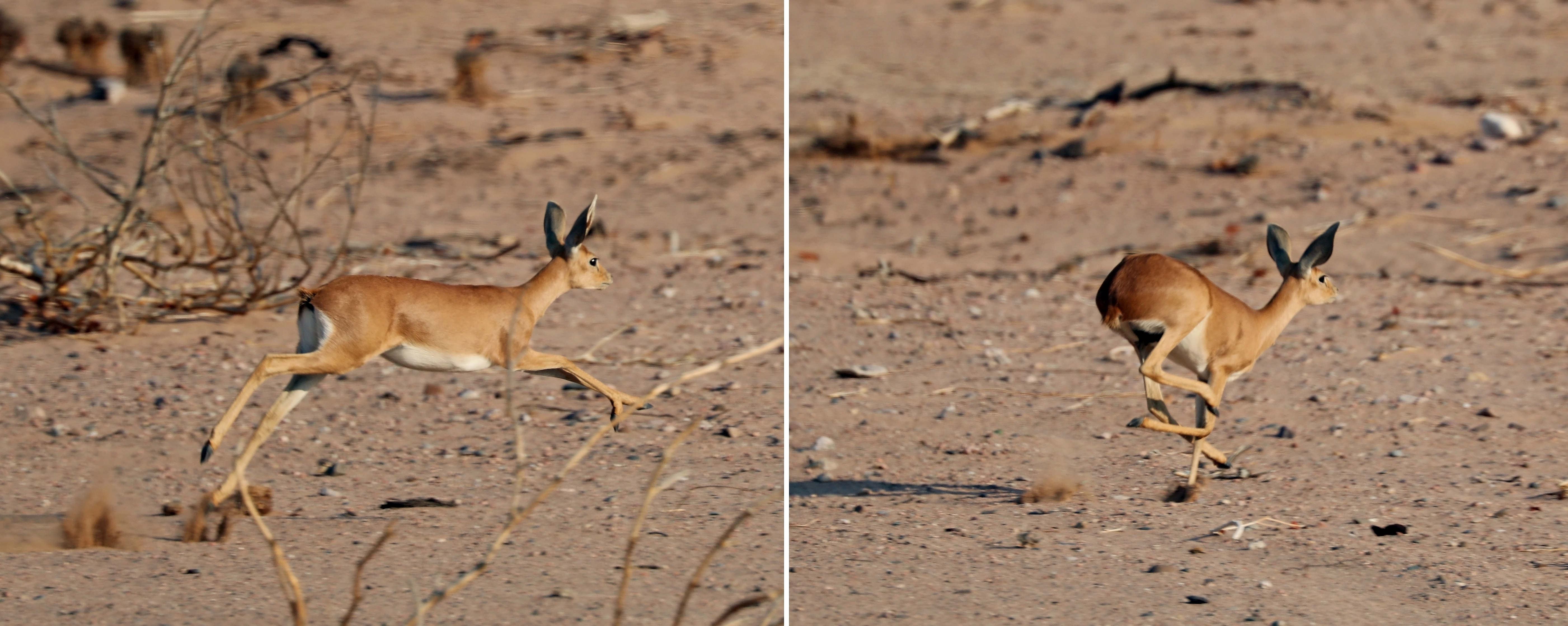
Самиця біжить у Дамараленді, Намібія
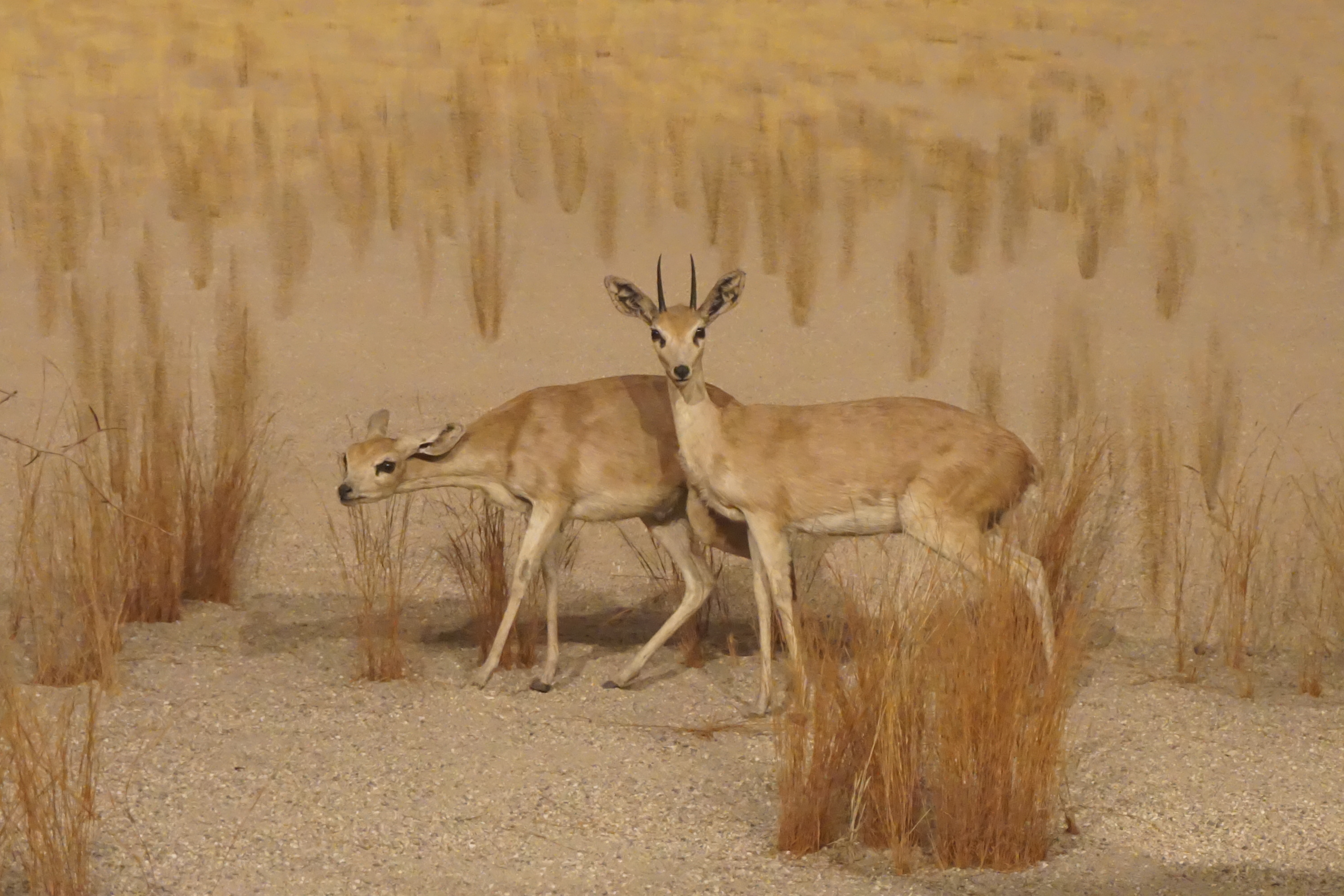
Стенбок у Саванній Бушдіорамі в Громадському музеї Мілуокі